# Kalen Chase
 (janvier 2017).
Si vous disposez d'ouvrages ou d'articles de référence ou si vous connaissez des sites web de qualité traitant du thème abordé ici, merci de compléter l'article en donnant les références utiles à sa vérifiabilité et en les liant à la section « Notes et références ».
Kalen Chase, né le 7 décembre 1983, est un musicien multi-instrumentiste américain vivant à Los Angeles. Il fait partie des musiciens additionnels du groupe californien Korn en tant que percussionniste mais surtout en tant que choriste. Il est également le chanteur de Illium, un groupe de rock instrumental produit par Peter Aweduti.